# Хроника Альберика из Труа-Фонтен
Хроника Альберика из Труа-Фонтен (лат. Albrici Triumfontium Chronicon) — написанное в период 1232 — ок. 1252 годов на латинском языке историческое сочинение цистерцианского монаха Альберика из Труа-Фонтен. Охватывает время от Сотворения мира до 1241 года. Содержит важные сведения по истории Юго-Восточной Европы и Латинской империи.

## Издания
- Albrici monachi Triumfontium Chronicon / ed. P. Scheffer-Boichorst // MGH, SS. Bd. XXIII. Hannover. 1846, p. 631—950[1].
- Alberic of Trois Fontanes, Chronicle // Andrea, Alfred J. Contemporary sources for the fourth crusade. Brill. Leiden-Boston-Koeln. 2000.

## Переводы на русский язык
- Хроника Альберика из Труа-Фонтен фрагменты «Хроники» в переводе с англ. Г. В. Михайлова на сайте Восточная литература